# Municipio de Jaqua
El municipio de Jaqua (en inglés: Jaqua Township) es un municipio ubicado en el condado de Cheyenne en el estado estadounidense de Kansas. En el año 2010 tenía una población de 33 habitantes y una densidad poblacional de 0,27 personas por km².

## Geografía
El municipio de Jaqua se encuentra ubicado en las coordenadas 39°38′11″N 102°0′13″O / 39.63639, -102.00361. Según la Oficina del Censo de los Estados Unidos, el municipio tiene una superficie total de 124.16 km², de la cual 124,15 km² corresponden a tierra firme y (0,01 %) 0,01 km² es agua.

## Demografía
Según el censo de 2010, había 33 personas residiendo en el municipio de Jaqua. La densidad de población era de 0,27 hab./km². De los 33 habitantes, el municipio de Jaqua estaba compuesto por el 100 % blancos. Del total de la población el 12,12 % eran hispanos o latinos de cualquier raza.